# Norske Skog
Norske Skog — норвежская компания, занимающаяся производством газетной и журнальной бумаги. Штаб-квартира компании располагается в Осло. Основана в 1962 году.

## Список комбинатов
По состоянию на 2008 год:
- Norske Skog Follum (Хёнефосс, Норвегия)
- Norske Skog Skogn (Левангер, Норвегия)
- Norske Skog Saugbrugs (Халден, Норвегия)
- Norske Skog Parenco (Ренкюм, Нидерланды)
- Norske Skog Bruck (Брук-на-Муре, Австрия)
- Norske Skog Golbey (Лотарингия, Франция)
- Norske Skog Štětí (Штети, Чехия)
- Norske Skog Walsum (Дуйсбург, Германия)
- Norske Skog Bio Bio (Консепсьон, Чили)
- Norske Skog Pisa (Жагуариаива, Бразилия)
- Norske Skog Boyer (Тасмания, Австралия)
- Norske Skog Albury (Олбери, Австралия)
- Norske Skog Tasman (Каверау, Новая Зеландия)
- ЦБК Синг-Бури (Синг-Бури, Таиланд)